# Николаевка (Сумский район)
Николаевка (укр. Миколаївка) — село, Николаевский сельский совет, Сумский район, Сумская область, Украина.
Является административным центром Николаевского сельского совета, в который, кроме того, входят сёла Спасское и Грузское.

## Географическое положение
Село Николаевка находится на берегу безымянной речушки, которая через 2,5 км впадает в реку Олешня.
На реке большая запруда.
На расстоянии в 0,5 км расположено село Кровное.

## История
Село Николаевка основано в 1689 году.
Являлось центром Николаевской волости Сумского уезда Харьковской губернии Российской империи.
В ходе Великой Отечественной войны в 1941—1943 гг. селение было оккупировано немецкими войсками.
Население по переписи 2001 года составляло 957 человек.

## Объекты социальной сферы
- Школа.
- Дом культуры.